# Perihelion Software
Perihelion Software Limited — британская компания по разработке программного обеспечения. Основана в 1986 году Тимом Кингом и его коллегами, вместе работавшими в MetaComCo над AmigaOS и компиляторами для Amiga и Atari ST.
В Perihelion Software была создана операционная система HeliOS для транспьютеров INMOS. Это была система, выглядевшая как Unix, но обладающая возможностью посылать сообщения процессам запущенным как на одном процессоре, так и на разных процессорах. Помимо прочих применений эта особенность использовалась в Atari Transputer Workstation.
Позднее HeliOS была портирована на другие процессорные архитектуры, включая ARM.
Perihelion Software также выпускала хранимую в памяти систему управления базами данных под названием Polyhedra. Подразделение, отвечавшее за этот продукт, было учреждено как дочерняя компания, Perihelion Technology Limited и отделилась в 1994 году. Perihelion Technology Limited в 1995 году изменила название на Polyhedra plc, а в 2001 году была поглощена шведской компанией ENEA.